# Національно-визвольна війна
Національно-визвольна війна – це активна боротьба народу за визволення  земель з-під іноземного панування з метою утвердження на них незалежності і розбудови національної культури, економіки.